# 130 mm/45 Model 1932/1935
130 mm/45 Model 1932/1935 е разработено и произвеждано във Франция корабно оръдие с калибър 130 mm. Състои на въоръжение във ВМС на Франция. Разработва се като универсално оръдие за линкорите от типа „Дюнкерк“. Версията Model 1935, с намален ъгъл на възвишение, е поставяна на разрушителите от типа „Ле Арди“.